# Bataille des Champs Verts

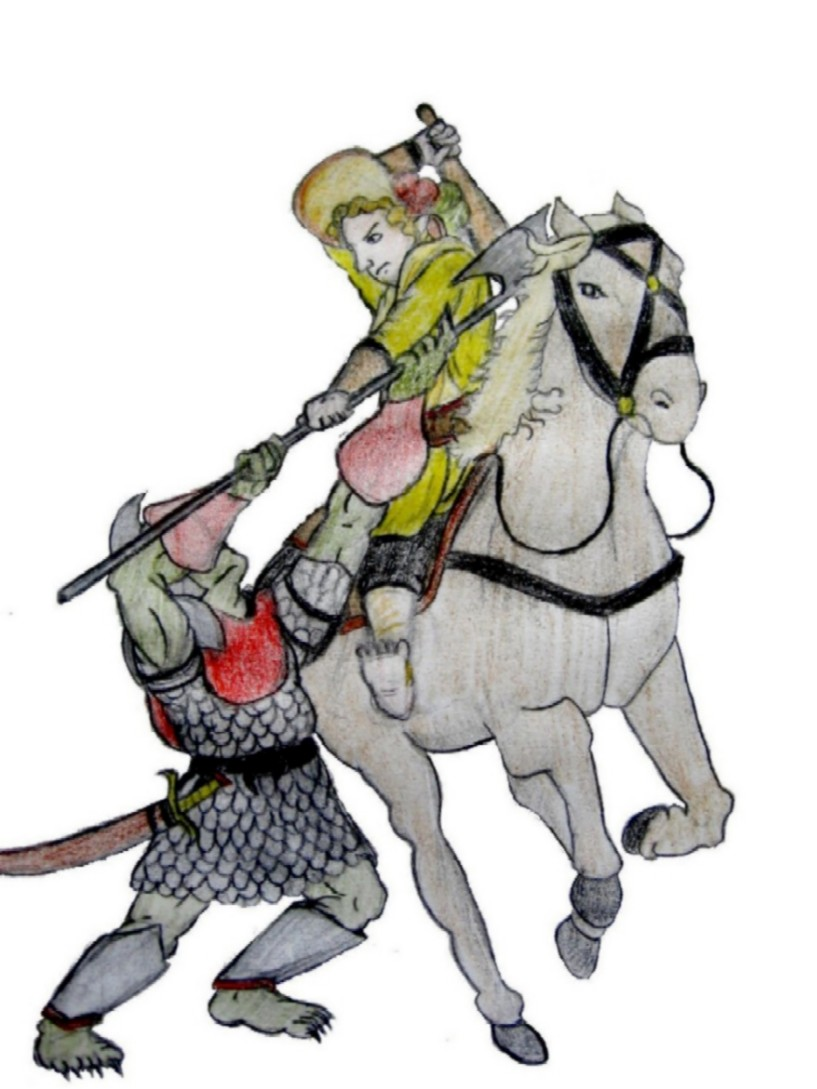
Dessin de Bandobras Touque tranchant la tête de Golfimbul à la bataille des Champs Verts

La Bataille des Champs Verts (battle of Greenfields ou battle of the Green Fields) est une bataille fictive appartenant au légendaire de l'écrivain britannique J. R. R. Tolkien. Elle est citée dans les romans Bilbo le Hobbit et Le Seigneur des anneaux.
La bataille eut lieu en l'an 2747 du Troisième Âge, dans le Quartier Nord de la Comté. Elle vit s'affronter les Hobbits menés par Bandobras Touque (surnommé Fiertaureau), le jeune frère du Thain, et une bande d'Orques dirigés par Golfimbul en provenance des Monts Brumeux.

## Histoire
La Comté avait été en paix jusqu'à ce qu'en 2740 les Orques des Monts Brumeux ne commencent à envahir l'Eriador.
Sept ans plus tard, des Orques menés par Golfimbul envahissent le quartier nord de la Comté. Bandobras Touque se porte alors à leur rencontre, aux Champs Verts, entre la rivière Norbourn et le Brandevin.
Selon le récit qui en est conservé dans le Livre Rouge de la Marche de l'Ouest, Bandobras Touque aurait remporté la victoire en tranchant la tête de Golfimbul avec son gourdin de bois. La tête tomba dans un terrier de lapin et c'est ainsi qu'aurait été inventé le jeu de golf. Les autres Orques auraient alors été mis en déroute.
Il ne s'agit pas réellement d'une grande bataille, plutôt d'une escarmouche entre quelques Orques et Hobbits, mais ce fut cependant le seul combat auquel participèrent les Hobbits jusqu'à la Guerre de l'Anneau, près de 250 ans plus tard.

## Conception et évolution
Dans les premiers brouillons de Bilbo le Hobbit, la bataille s'appelait « Battle of the Green Fields of Fellin ». Le roi des gobelins s'appelait « Golfimbul ». Faisant une plaisanterie de philologue, pour Tolkien la bataille aurait permis d'inventer (en plus du golf) le jeu d'échecs, car elle a été remportée par chekmate (le mot « checkmate » provenant du perse shah mat, « le roi est mort »).
Dans la deuxième phase d'écriture, le nom devient simplement « Battle of the Green Fields », et la référence aux échecs est supprimée.

## Adaptations
Cette bataille est citée dans plusieurs jeux vidéo. Dans Le Seigneur des Anneaux : La Bataille pour la Terre du Milieu II, dans la campagne du mal, elle sert de prétexte à l'invasion de la Comté, en guise de revanche. Dans Le Seigneur des Anneaux Online, le crâne de Golfimbul peut être trouvé dans la Comté.